# 付喪神出租中
《付喪神出租中》是一部由畠中恵創作的輕小說，插畫由三木謙次及負責。小說由KADOKAWA出版，漫畫版於《B's-LOG COMIC》上連載。

## 故事簡介
阿紅和清次姐弟，在江戶的深川經營一間出租生意的古舊道具店「出雲屋」。所謂的出租，是指鍋、釜、被褥、衣服等各式各樣的物品，以不同金額讓客人租借的生意。
由於這個地方經常發生火災和水災，人們無法安心地購買各種家財。對於每天必須的物品，倒不如用租借的方式取代購買，更為方便。因此在江戶，這並不是一門多麼稀奇的行業。
但是，在這間名為出雲屋的古舊道具店內，卻誕生出許多經過上百年使用而化為「付喪神」的妖怪。隨著這些道具被借出，也陸續傳出奇怪的流言。而這些高傲、喜歡惡作劇的付喪神，今天也還是繼續在出雲屋當中胡鬧著。

## 登場人物

### 主要人物
清次（聲：榎木淳彌）
主角，與義姐阿紅共同經營出雲屋的21歳青年。
懂得人情世故且頭腦靈活，很受鎮上人們的喜愛。但沒有男子魄力且過於溫柔，因而經常被店舖內的付喪神捉弄。
和義姐阿紅知道店內付喪神私下的真實模樣，選擇睜一隻眼閉一隻眼，但付喪神鬧太超過時會以咳漱來示警。
十分在意義姐阿紅，將佐太郎視為情敵。
阿紅（聲：小松未可子）
清次的義姐，與他共同經營出雲屋，是店舖的看板娘。
有著清美的外貌及明朗大方的性格，在男女老少中都很有人氣。
雖然非常嚴格地對待清次，但同時亦對他十分信賴及放心。
和清次都知道店舖內付喪神私下的真實模樣，但都選擇不說破。
佐太郎（聲：櫻井孝宏）
著名唐物屋「飯田屋」的少東家，是一名容貌端秀且性情溫和的男子。
對阿紅抱有好感，且曾經向她求婚。但某天突然從阿紅身邊消失了蹤影。

### 付喪神
野鐵（聲：奈良徹）
蝙蝠形狀的墜飾付喪神。
出雲屋內唯一能飛行的的付喪神，因此經常在清次和阿紅不知道的情況下外出收集情報。
因為某個理由而對人類非常冷漠，對清次姐弟則是標準的刀子口豆腐心。
月夜見（聲：仲野裕）
滿月掛軸的付喪神，形象跟人類大叔沒有兩樣。
經常會說一些教訓和格言，但有時會被其他付喪神嫌棄。
五位（聲：平川大輔）
煙管的付喪神，個性與月夜見和野鐵相比顯的溫文儒雅，但事態嚴重時仍會有慌亂的一面出現。
有著在付喪神們討論時進行總結的習慣。
公主（聲：明坂聰美）
公主人偶的付喪神。是現時出雲屋租借出去的道具中特別昂貴的物品。
原本被放在原本持有者的家中，後被盜賊偷走，輾轉後來到出雲屋。
有喜歡聽八卦的興趣，和兔子之間像好姊妹一樣。
兔子（聲：井口裕香）
兔子形梳篦的付喪神。內心坦率善良，十分熱情。
喜歡聊天，但經常會在不知不覺地說出多餘的話。
出雲屋內的付喪神中精神年齡最低的物件。
利休鼠（聲：井口祐一）

裏葉柳（聲：寺島拓篤）

## 出版書籍

### 小說
| 卷數 | 日文標題 | 中文標題       | KADOKAWA〈角川書店〉 | KADOKAWA〈角川書店〉   | 台灣角川      | 台灣角川               |
| 卷數 | 日文標題 | 中文標題       | 發售日期             | ISBN                   | 發售日期      | ISBN                   |
| ---- | -------- | -------------- | -------------------- | ---------------------- | ------------- | ---------------------- |
| 1    |          | 付喪神出租中！ | 2007年9月25日        | ISBN 978-4-04-873786-9 | 2010年4月21日 | ISBN 978-986-237-614-0 |
| 2    |          | 不適用         | 2013年3月26日        | ISBN 978-4-04-110409-5 |               |                        |
| 3    |          | 不適用         | 2019年1月10日        | ISBN 978-4-04-107228-8 | 不適用        | 不適用                 |

| 卷數 | 日文標題 | KADOKAWA〈角川文庫〉 | KADOKAWA〈角川文庫〉   |
| 卷數 | 日文標題 | 發售日期             | ISBN                   |
| ---- | -------- | -------------------- | ---------------------- |
| 1    |          | 2010年6月23日        | ISBN 978-4-04-388802-3 |
| 2    |          | 2016年4月23日        | ISBN 978-4-04-103880-2 |

| 卷數 | 日文標題 | KADOKAWA〈角川翼文庫〉 | KADOKAWA〈角川翼文庫〉 |
| 卷數 | 日文標題 | 發售日期               | ISBN                   |
| ---- | -------- | ---------------------- | ---------------------- |
| 1    |          | 2018年6月15日          | ISBN 978-4-04-631796-4 |

### 漫畫
| 卷數 | 講談社        | 講談社                 |
| 卷數 | 發售日期      | ISBN                   |
| ---- | ------------- | ---------------------- |
| 1    | 2018年10月1日 | ISBN 978-4-04-735363-3 |
| 2    | 2019年6月1日  | ISBN 978-4-04-735651-1 |

## 電視動畫

### 製作人員
- 原作：畠中恵
- 監督：村田雅彥
- 系列構成：下山健人
- 人物原案：星野
- 人物設定：谷野美穂、吉沼裕美
- 美術監督：村本奈津江
- 美術設定：村本奈津江、山田将之
- 色彩設計：岡亮子
- 攝影監督：蒲原有子
- CG監督：高野伶大、田中裕介
- 編輯：小須田一樹
- 音響監督：えびなやすのり（日语：蝦名恭範）
- 音樂：佐藤五魚
- 製作人：吉武真太郎、岸田拓磨、吉原聰
- 動畫製作人：田中奈都湖
- 動畫制作：Telecom Animation Film（日语：テレコム・アニメーションフィルム）
- 製作：付喪神製作委員會

### 主題曲
片頭曲「Get Into My Heart」
作詞：MIYAVI、Kanata Okajima、Lenard Skolnik、Seann Bowe、Troi Irons，作曲：MIYAVI、Lenard Skolnik、Seann Bowe、Troi Irons
主唱：MIYAVI vs 
片尾曲
作詞、主唱：倉木麻衣，作曲：，編曲：久下真音

### 各話列表
| 話數     | 日文標題 | 中文標題 | 劇本     | 分鏡     | 演出       | 作畫監督                            | 總作畫監督      | 片尾插畫 |
| -------- | -------- | -------- | -------- | -------- | ---------- | ----------------------------------- | --------------- | -------- |
| 第一幕   |          | 利休鼠   | 下山健人 | 村田雅彦 | 村田雅彦   | 白井裕美子 山口杏奈 冈崎洋美        | 谷野美穗        | 星野     |
| 第二幕   |          | 栀子     | 下山健人 | 小平麻纪 |            | 铃木政彦 五月女妃苗                 | 谷野美穗        | 星野     |
| 第三幕   |          | 抚子     | 下山健人 | 富泽信雄 | 宫田亮     | 南伸一郎                            | 铃木美咲        | 星野     |
| 第四幕   |          | 焦香     | 下山健人 | 长冈义孝 | 长冈义孝   | 林智子 熊川亚里沙 白井裕美子        | 谷野美穗        | 星野     |
| 第五幕   |          | 深川鼠   | 浦泽义雄 | 富泽信雄 | 牧野友映   | 泷口弘喜 佐藤秋子 菊池阳介 针生爱里 | 铃木美咲        | 星野     |
| 第六幕   |          | 碧琉璃   | 浦泽义雄 | 松尾衡   | 兴满录助   | 富永真理 熊川亚里沙                 | 谷野美穗        | 星野     |
| 第七幕   |          | 里叶柳   | 下山健人 | 松下之宏 | 小山田桂子 | 铃木政彦 铃木美咲                   | 谷野美穗        | 星野     |
| 第八幕   |          | 江户紫   | 浦泽义雄 | 村田雅彦 | 村田雅彦   | 白井裕美子 林智子                   | 谷野美穗        | 星野     |
| 第九幕   |          | 秘色     | 下山健人 | 菅井嘉浩 | 菅井嘉浩   | 野口宽明 中谷蓝                     | 铃木政彦        | 星野     |
| 第十幕   |          | 槟榔子染 | 浦泽义雄 | 长冈义孝 | 长冈义孝   | 谷野美穗 小美户幸代 宫西多麻子      | 铃木美咲        | 星野     |
| 第十一幕 |          | 似紫     | 下山健人 | 富泽信雄 | 富泽信雄   |                                     | 铃木美咲 林智子 | 星野     |
| 最终幕   |          | 苏芳     | 下山健人 | 富泽信雄 | 村田雅彦   | 宍户久美子 高田洋一                 | 谷野美穗        | 星野     |

### 與小說內容不同處
- 男女角色和部份配角的髮型較小說版插畫相比要現代化許多。
- 出雲屋常駐的付喪神角色在動畫版僅只有野鐵、月夜見、五位、公主和兔子登場，其他付喪神多為配角。

### 播放電視台
日本深夜動畫：下文記載的日本国内播放時間使用日本標準時間（UTC+9）表示。因為部分時間标识會採用30小时制，因此請留意这类超过24:00的时间，其實際播放時間為翌日清晨。
| 播放日期                 | 播放時間                       | 播放電視台  | 播放區域                  | 備註   |
| ------------------------ | ------------------------------ | ----------- | ------------------------- | ------ |
| 2018年7月23日 - 10月15日 | 星期一晚上 24時10分 - 24時35分 | NHK綜合頻道 | 日本全國 （除近畿廣域圈） | 有字幕 |
| 2018年7月23日 - 10月15日 | 星期一晚上 24時50分 - 25時15分 | NHK綜合頻道 | 近畿廣域圈                | 有字幕 |

## 外部連結
- 付喪神出租中｜KADOKAWA（页面存档备份，存于） （日語）
- 電視動畫《付喪神出租中》官方網站 （日語）
- 電視動畫《付喪神出租中》官方的X（前Twitter） （日語）